# Sadie Jones
Sadie Jones (geboren 1967 in London) ist eine britische Schriftstellerin. 

## Leben
Sadie Jones ist eine Tochter des jamaikanisch-britischen Drehbuchautors Evan Jones (1927–2012) und der Schauspielerin Joanna Jones. Sie wuchs in London auf und besuchte eine öffentliche Schule in Hammersmith. Ihr Debütroman The Outcast erschien 2008 und wurde für den Orange Prize for Fiction nominiert und erhielt den Costa Book Award in der Kategorie Erster Roman. Eine Verfilmung des Buchs wurde 2015 von BBC One in zwei Teilen gesendet.

## Werke
- The Outcast. 2008
  - Der Außenseiter : Roman. Übersetzung Brigitte Walitzek. Frankfurt am Main : Schöffling, 2008, ISBN 978-3895613852.
- Small Wars. 2009
  - Kleine Kriege : Roman. Übersetzung Brigitte Walitzek. Frankfurt am Main : Schöffling, 2009, ISBN 978-3453355835.
- The Uninvited Guests. 2012
  - Der ungeladene Gast : Roman. Übersetzung Brigitte Walitzek. München : Deutsche Verlagsanstalt, 2012, ISBN 978-3421045553.
- Fallout. London : Chatto & Windus, 2014
  - Jahre wie diese : Roman. Übersetzung Brigitte Walitzek. München : Deutsche Verlagsanstalt, 2015, ISBN 978-3328100287.
- The Snakes. London : Chatto & Windus, 2019
  - Die Skrupellosen : Roman. Übersetzung Wibke Kuhn. München : Penguin Verlag, 2021, ISBN 978-3328601043.